# Antonio Santos Romero
Antonio Santos Romero (Tlaxiaco, Oaxaca, 21 de mayo de 1961) es un activista mexicano. Fue fundador y dirigente del Consejo Estudiantil Universitario de la UNAM, de 1986 a 1989, junto a Imanol Ordorika y Carlos Imaz. Integrante del Partido Revolucionario de los Trabajadores hasta 1988. Convocante a la formación y dirigente del Partido de la Revolución Democrática hasta 1992. Organizador político electoral en las campañas para gobernador en Chiapas (2000 y 2006) así como en varios municipios del estado de Guerrero. Funcionario de los gobiernos del PRD en el DF (1999 a 2000) y en Chiapas (2000 a 2009).

## Biografía
Antonio Santos nació en la ciudad de Tlaxiaco, Oaxaca en 1961. Hijo de padres emigrantes a la región, se trasladó muy joven a Tuxtla Gutiérrez, Chiapas en donde realizó sus estudios de nivel básico y medio superior. Actualmente reside en la ciudad de Tuxtla Gutiérrez, Chiapas.

## Activismo universitario
Santos se trasladó a la Ciudad de México para cursar la licenciatura en estudios latinoamericanos en la Facultad de Filosofía y Letras (FFyL) de la UNAM. En esta etapa inició su militancia política en el Partido Revolucionario de los Trabajadores (PRT), al que perteneció hasta 1988. También durante este período fue representante electo por los estudiantes de la FFyL ante el Consejo Universitario de la Universidad Nacional.

### Consejo Estudiantil Universitario
En la sesión del Consejo Universitario del 11 y 12 de septiembre de 1986 se opuso −con Imanol Ordorika, Alberto Monroy, Martín Asensio, Ernesto Alvarado, José García y Miguel Ángel Juárez− a las reformas restrictivas propuestas por el rector Jorge Carpizo, que finalmente fueron aprobadas en dicho Consejo.
A los pocos días Santos participó en la organización del movimiento que rechazó las llamadas reformas de Jorge Carpizo. Con Imanol Ordorika, Carlos Imaz y Salvador Martínez della Rocca diseñó y redactó la primera propuesta de plan de acción para el movimiento estudiantil. Este contemplaba la formación del Consejo Estudiantil Universitario (CEU) el 31 de octubre de 1986.
Fue representante electo al CEU por los estudiantes de la Facultad de Filosofía y Letras. En este organismo integró las comisiones de Finanzas, de Prensa y Propaganda y de Organización. Formó parte de la delegación de 10 representantes que participó en el diálogo público con la representación de rectoría en enero y febrero de 1987. Durante la huelga de enero y febrero de 1987 estuvo encargado de la logística y las finanzas del movimiento. Participó en la redacción del documento Renacimiento de la Universidad que orientó programáticamente al movimiento del CEU.
Al concluir la huelga estudiantil en 1987, el activista publicó sus primeras reflexiones sobre la lucha estudiantil. Entre ellas destacan el artículo Renacimiento de la Universidad y el trabajo México: el movimiento estudiantil universitario de 1986-1987.

### Comisión Organizadora del Congreso Universitario
Al final de la huelga se logró las suspensión indefinida de las reformas de Carpizo y la organización de un Congreso Universitario Resolutivo. Como Consejero Universitario representante del sector democrático de la UNAM, Santos (con Alfredo López Austin, Jorge Martínez Stack, Héctor Tamayo, Salvador Díaz Cuevas, Alberto Monroy, José García López y José Luis Gutiérrez Calzadilla) pasó a formar parte de la Comisión Especial del Consejo Universitario encargada de definir las reglas para la elección y conformación de la Comisión Organizadora del Congreso Universitario (COCU).
Participó en la Comisión Especial hasta su disolución en diciembre de 1988. Una vez realizadas las elecciones de representantes estudiantiles, de profesores, y de investigadores se instaló la COCU en la que participó hasta 1989.

### Congreso Universitario
Antonio Santos coordinó actividades de apoyo para los delegados del sector democrático. Entre otras destacó la edición y publicación del diario NotiCEU.

## Cardenismo y Partido de la Revolución Democrática
En 1988 millares de estudiantes del CEU y otros sectores universitarios se sumaron a la campaña presidencial de Cuauhtémoc Cárdenas Solórzano. Como integrante del PRT Antonio Santos promovió la adhesión de este partido a la candidatura presidencial de Cárdenas. Ante la negativa del Comité Ejecutivo de ese organismo político y su candidata presidencial, Rosario Ibarra, para sumarse a la campaña de Cárdenas, Antonio Santos renunció al PRT. 
El movimiento universitario en favor de Cárdenas fue organizado fundamentalmente por el Movimiento al Socialismo (MAS) conformado for Santos, Ordorika, Imaz, Gilly y Martínez della Rocca entre otros universitarios.
Los universitarios en apoyo a Cárdenas protagonizaron uno de los actos más importantes de su campaña: el mitin del 26 de mayo de 1988 en Ciudad Universitaria. Este evento fue convocado por el Movimiento al Socialismo, por la Unidad Democrática, de Evaristo Pérez Arreola, y apoyado por grupos muy amplios de universitarios.
Consumado el fraude electoral salinista de 1988, el movimiento en favor de Cárdenas se da a la trea de construir el Partido de la Revolución Democrática. Los dirigentes más reconocidos del CEU, Antonio Santos, Imanol Ordorika y Carlos Imaz, forman parte del grupo convocante a la formación de ese partido. El MAS se disolvió para integrarse plenamente al PRD a partir de su fundación el 5 de mayo de 1989.
Antonio Santos formó parte del Consejo Nacional desde la fundación del partido hasta 1992. También fue integrante del Comité Ejecutivo Nacional del mismo, en calidad de Secretario de Asuntos Electorales, hasta la misma fecha.
Antonio Santos ha destacado como organizador político y especialista en estrategias electorales. Participó destacadamente en las campañas del PRD para la gubernatura de Michoacán en 1992, en diversas elecciones municipales en Guerrero, así como en las campañas de Pablo Salazar Mendiguchía (2000) y Juan Sabines Guerrero (2006) para el gobierno de Chiapas.